# Sportverein Stuttgarter Kickers 1982-1983
Questa voce raccoglie le informazioni riguardanti lo Sportverein Stuttgarter Kickers nelle competizioni ufficiali della stagione 1982-1983.

## Stagione
Nella stagione 1982-1983 il Stuttgarter Kickers, allenato da Jürgen Sundermann e Horst Buhtz, concluse il campionato di 2. Bundesliga al 5º posto. In Coppa di Germania il Stuttgarter Kickers fu eliminato agli ottavi di finale dal Colonia.

## Rosa
| N. |                     | Ruolo | Calciatore        |
| -- | ------------------- | ----- | ----------------- |
|    | Polonia (bandiera)  | P     | Waldemar Cimander |
|    | Germania (bandiera) | P     | Herbert Heider    |
|    | Germania (bandiera) | P     | Rolf Lübke        |
|    | Germania (bandiera) | D     | Rainer Ackermann  |
|    | Germania (bandiera) | D     | Guido Buchwald    |
|    | Germania (bandiera) | D     | Dieter Dollmann   |
|    | Germania (bandiera) | D     | Dieter Finke      |
|    | Germania (bandiera) | D     | Ralf Forster      |
|    | Germania (bandiera) | D     | Markus Groß       |
|    | Germania (bandiera) | D     | Joachim Müller    |
|    | Germania (bandiera) | D     | Friedhelm Sturm   |

| N. |                     | Ruolo | Calciatore          |
| -- | ------------------- | ----- | ------------------- |
|    | Germania (bandiera) | C     | Wolfgang Dienelt    |
|    | Serbia (bandiera)   | C     | Milomir Jakovljević |
|    | Germania (bandiera) | C     | Eckehard Müller     |
|    | Germania (bandiera) | A     | Uwe Dreher          |
|    | Germania (bandiera) | A     | Klaus-Dieter Jank   |
|    | Germania (bandiera) | A     | Jürgen Klinsmann    |
|    | Germania (bandiera) | A     | Andreas Merkle      |
|    | Germania (bandiera) | A     | Werner Nickel       |
|    | Germania (bandiera) | A     | Siegfried Susser    |
|    | Germania (bandiera) | A     | Klaus Täuber        |

## Organigramma societario
Area tecnica
- Allenatore: Horst Buhtz
- Allenatore in seconda:
- Preparatore dei portieri:
- Preparatori atletici:

## Calciomercato

### Sessione estiva
| Acquisti | Acquisti          | Acquisti        | Acquisti |
| R.       | Nome              | da              | Modalità |
| -------- | ----------------- | --------------- | -------- |
| D        | Ralf Forster      | FV Kornwestheim |          |
| P        | Herbert Heider    | Saarbrücken     |          |
| A        | Klaus-Dieter Jank | Werder Brema    |          |

| Cessioni | Cessioni             | Cessioni      | Cessioni |
| R.       | Nome                 | a             | Modalità |
| -------- | -------------------- | ------------- | -------- |
| A        | Josip Turcik         | Grazer AK     |          |
| A        | Alfred Steinkirchner | TSV Straubing |          |
| P        | Werner Vollack       | Uerdingen 05  |          |

### Sessione invernale
| Acquisti | Acquisti | Acquisti | Acquisti |
| R.       | Nome     | da       | Modalità |
| -------- | -------- | -------- | -------- |

| Cessioni | Cessioni | Cessioni | Cessioni |
| R.       | Nome     | a        | Modalità |
| -------- | -------- | -------- | -------- |

## Risultati

### 2. Bundesliga

#### Girone di andata
| Arbitro: | Wuttke |

|                                              |           |  |
| Turcik 12’ Nickel 36’, 62’ (rig.) Dreher 81’ | Marcatori |  |

| Arbitro: | Fleischer |

|            |           |                      |
| Mattern 5’ | Marcatori | 7’ Turcik 11’ Täuber |

| Arbitro: | Niebergall |

|                            |           |           |
| Täuber 20’, 43’ Dreher 82’ | Marcatori | 85’ Drews |

| Arbitro: | Dellwing |

|                        |           |            |
| Metzler 40’ Schaub 66’ | Marcatori | 82’ Merkle |

| Arbitro: | Clajus |

|                                 |           |  |
| Dreher 35’, 56’ Merkle 76’, 79’ | Marcatori |  |

| Arbitro: | Heitmann |

|                                |           |            |
| Büssers 8’ Helmes 9’ Fruck 75’ | Marcatori | 56’ Susser |

| Arbitro: | Ahlenfelder |

|                                        |           |                |
| Dreher 5’ Buchwald 53’ Täuber 78’, 90’ | Marcatori | 4’, 68’ Szesni |

| Arbitro: | Roth |

|                     |           |  |
| Walter 39’ Linz 50’ | Marcatori |  |

| Arbitro: | Föckler |

|           |           |          |
| Dreher 5’ | Marcatori | 36’ Lenz |

| Arbitro: | Redelfs |

|                                |           |              |
| Dannenberg 15’, 89’ Polder 60’ | Marcatori | 25’ Dollmann |

| Arbitro: | Schütte |

|                     |           |           |
| Franusch 33’ (aut.) | Marcatori | 81’ Höfer |

| Arbitro: | Eli |

|  |           |                            |
|  | Marcatori | 32’, 61’ Nickel 90’ Susser |

| Arbitro: | Mierswa |

|                      |           |  |
| Täuber 8’ Merkle 87’ | Marcatori |  |

| Arbitro: | Retzmann |

|                                |           |                   |
| Balewski 4’, 53’, 63’ Bals 81’ | Marcatori | 27’ (rig.) Täuber |

| Arbitro: | Waltert |

|                                         |           |                                           |
| Jakovljević 9’ Klinsmann 28’ Dreher 50’ | Marcatori | 27’, 38’ Loontiens 59’ Raschid 70’ Herget |

| Arbitro: | Meijerink |

|             |           |  |
| Mödrath 52’ | Marcatori |  |

| Arbitro: | Puchalski |

|                                                    |           |            |
| Täuber 27’, 47’ (rig.) Maier 38’ (aut.) Dreher 72’ | Marcatori | 30’ Meisel |

| Arbitro: | Fleischer |

|                        |           |                |
| Buchwald 7’ Dreher 59’ | Marcatori | 73’ Zimmermann |

| Arbitro: | Glaw |

|                                          |           |            |
| Eplinius 48’ Eymold 68’ (rig.) Hampl 86’ | Marcatori | 34’ Dreher |

#### Girone di ritorno
| Arbitro: | Uhlig |

|             |           |           |
| Neumann 53’ | Marcatori | 34’ Sturm |

| Arbitro: | Wuttke |

|            |           |            |
| Täuber 49’ | Marcatori | 63’ Nehoda |

| Arbitro: | Theobald |

|             |           |            |
| Steubing 6’ | Marcatori | 51’ Dreher |

| Arbitro: | Wippker |

|                                      |           |  |
| Dreher 39’ Sturm 47’, 69’ Täuber 80’ | Marcatori |  |

| Arbitro: | Horeis |

|             |           |  |
| Wegmann 19’ | Marcatori |  |

| Arbitro: | Diekert |

|                                      |           |            |
| Susser 9’, 88’ Müller 48’ Täuber 67’ | Marcatori | 66’ Helmes |

| Arbitro: | Waltert |

|                            |           |                       |
| Bittner 35’ Olaidotter 40’ | Marcatori | 10’ Susser 82’ Dreher |

| Arbitro: | Tritschler |

|                                |           |                                        |
| Täuber 11’ Quaisser 71’ (aut.) | Marcatori | 31’ (rig.) Sebert 46’, 49’, 85’ Walter |

| Arbitro: | Hellwig |

|                         |           |                       |
| Raubold 31’ Pontzen 49’ | Marcatori | 42’ Müller 71’ Merkle |

| Arbitro: | Michel |

|                                                       |           |           |
| Dreher 7’, 77’ Täuber 14’, 35’ (rig.), 80’ Merkle 25’ | Marcatori | 60’ Kriar |

| Arbitro: | Kespohl |

|          |           |            |
| Bein 21’ | Marcatori | 32’ Müller |

| Arbitro: | Dilg |

|               |           |  |
| Klinsmann 67’ | Marcatori |  |

| Arbitro: | Eli |

|  |           |                       |
|  | Marcatori | 13’ Merkle 88’ Susser |

| Arbitro: | Gschwender |

|                                 |           |  |
| Täuber 4’ Dreher 9’ Forster 79’ | Marcatori |  |

| Arbitro: | Barnick |

|                                  |           |              |
| Feilzer 11’ (rig.) Loontiens 75’ | Marcatori | 39’ Buchwald |

| Arbitro: | Schmidhuber |

|            |           |                      |
| Merkle 49’ | Marcatori | 14’ Elser 46’ Thomas |

| Arbitro: | Glaw |

|  |           |            |
|  | Marcatori | 55’ Täuber |

| Arbitro: | Puchalski |

|                     |           |                       |
| Schatzschneider 14’ | Marcatori | 59’ Täuber 60’ Dreher |

| Arbitro: | Messmer |

|                                                                |           |             |
| Buchwald 9’ Täuber 47’ Dreher 60’ Susser 73’ (rig.) Müller 84’ | Marcatori | 67’ Bönisch |

### Coppa di Germania
| Arbitro: | Walz |

|            |           |                                                  |
| Müller 26’ | Marcatori | 19’, 51’ Täuber 56’ Susser 61’ Nickel 69’ Merkle |

| Arbitro: | Kuhn |

|            |           |                 |
| Rubeck 10’ | Marcatori | 88’, 90’ Merkle |

| Arbitro: | Meijerink |

|                                             |           |               |
| Engels 23’, 55’ Fischer 30’, 48’ Allofs 37’ | Marcatori | 69’ Klinsmann |

## Statistiche

### Statistiche di squadra
| Competizione      | Punti | In casa | In casa | In casa | In casa | In casa | In casa | In trasferta | In trasferta | In trasferta | In trasferta | In trasferta | In trasferta | Totale | Totale | Totale | Totale | Totale | Totale | DR  |
| Competizione      | Punti | G       | V       | N       | P       | Gf      | Gs      | G            | V            | N            | P            | Gf           | Gs           | G      | V      | N      | P      | Gf     | Gs     | DR  |
| ----------------- | ----- | ------- | ------- | ------- | ------- | ------- | ------- | ------------ | ------------ | ------------ | ------------ | ------------ | ------------ | ------ | ------ | ------ | ------ | ------ | ------ | --- |
| 2. Bundesliga     | 44    | 19      | 13      | 3       | 3       | 55      | 21      | 19           | 5            | 5            | 9            | 23           | 30           | 38     | 18     | 8      | 12     | 78     | 51     | +27 |
| Coppa di Germania | -     | 0       | 0       | 0       | 0       | 0       | 0       | 3            | 2            | 0            | 1            | 8            | 7            | 3      | 2      | 0      | 1      | 8      | 7      | +1  |
| Totale            | 44    | 19      | 13      | 3       | 3       | 55      | 21      | 22           | 7            | 5            | 10           | 31           | 37           | 41     | 20     | 8      | 13     | 86     | 58     | +28 |

### Andamento in campionato
| Giornata  | 1 | 2 | 3 | 4 | 5 | 6 | 7 | 8 | 9 | 10 | 11 | 12 | 13 | 14 | 15 | 16 | 17 | 18 | 19 | 20 | 21 | 22 | 23 | 24 | 25 | 26 | 27 | 28 | 29 | 30 | 31 | 32 | 33 | 34 | 35 | 36 | 37 | 38 |
| --------- | - | - | - | - | - | - | - | - | - | -- | -- | -- | -- | -- | -- | -- | -- | -- | -- | -- | -- | -- | -- | -- | -- | -- | -- | -- | -- | -- | -- | -- | -- | -- | -- | -- | -- | -- |
| Luogo     | C | T | C | T | C | T | C | T | C | T  | C  | T  | C  | T  | C  | T  | C  | C  | T  | T  | C  | T  | C  | T  | C  | T  | C  | T  | C  | T  | C  | T  | C  | T  | C  | T  | T  | C  |
| Risultato | V | V | V | P | V | P | V | P | N | P  | N  | V  | V  | P  | P  | P  | V  | V  | P  | N  | N  | N  | V  | P  | V  | N  | P  | N  | V  | N  | V  | V  | V  | P  | P  | V  | V  | V  |
| Posizione | 1 | 1 | 1 | 5 | 3 | 6 | 5 | 6 | 6 | 7  | 7  | 7  | 6  | 8  | 8  | 8  | 8  | 8  | 9  | 9  | 9  | 9  | 7  | 10 | 8  | 7  | 8  | 8  | 8  | 8  | 8  | 5  | 6  | 6  | 9  | 6  | 6  | 5  |

Legenda:

Luogo: C = Casa; T = Trasferta. Risultato: V = Vittoria; N = Pareggio; P = Sconfitta.

### Statistiche dei giocatori
| Giocatore      | 2. Bundesliga | 2. Bundesliga | 2. Bundesliga | 2. Bundesliga | Coppa di Germania | Coppa di Germania | Coppa di Germania | Coppa di Germania | Totale   | Totale | Totale      | Totale     |
| Giocatore      | Presenze      | Reti          | Ammonizioni   | Espulsioni    | Presenze          | Reti              | Ammonizioni       | Espulsioni        | Presenze | Reti   | Ammonizioni | Espulsioni |
| -------------- | ------------- | ------------- | ------------- | ------------- | ----------------- | ----------------- | ----------------- | ----------------- | -------- | ------ | ----------- | ---------- |
| R. Ackermann   | 23            | 0             | 2             | 0             | 3                 | 0                 | 0                 | 0                 | 26       | 0      | 2           | 0          |
| G. Buchwald    | 37            | 4             | 4             | 0             | 3                 | 0                 | 0                 | 0                 | 40       | 4      | 4           | 0          |
| W. Cimander    | 20            | 0             | 0             | 0             | 1                 | 0                 | 0                 | 0                 | 21       | 0      | 0           | 0          |
| W. Dienelt     | 9             | 0             | 0             | 0             | 0                 | 0                 | 0                 | 0                 | 9        | 0      | 0           | 0          |
| D. Dollmann    | 17            | 1             | 0             | 0             | 2                 | 0                 | 0                 | 0                 | 19       | 1      | 0           | 0          |
| U. Dreher      | 38            | 18            | 2             | 0             | 3                 | 0                 | 1                 | 0                 | 41       | 18     | 3           | 0          |
| D. Finke       | 31            | 0             | 7             | 0             | 3                 | 0                 | 1                 | 0                 | 34       | 0      | 8           | 0          |
| R. Forster     | 20            | 1             | 0             | 0             | 1                 | 0                 | 0                 | 0                 | 21       | 1      | 0           | 0          |
| M. Groß        | 0             | 0             | 0             | 0             | 0                 | 0                 | 0                 | 0                 | 0        | 0      | 0           | 0          |
| H. Heider      | 18            | 0             | 1             | 0             | 2                 | 0                 | 0                 | 0                 | 20       | 0      | 1           | 0          |
| M. Jakovljević | 12            | 1             | 3             | 1             | 1                 | 0                 | 0                 | 0                 | 13       | 1      | 3           | 1          |
| K. Jank        | 13            | 0             | 2             | 0             | 1                 | 0                 | 0                 | 0                 | 14       | 0      | 2           | 0          |
| J. Klinsmann   | 20            | 2             | 3             | 0             | 2                 | 1                 | 0                 | 0                 | 22       | 3      | 3           | 0          |
| R. Lübke       | 0             | 0             | 0             | 0             | 1                 | 0                 | 0                 | 0                 | 1        | 0      | 0           | 0          |
| A. Merkle      | 31            | 8             | 0             | 0             | 2                 | 3                 | 0                 | 0                 | 33       | 11     | 0           | 0          |
| E. Müller      | 34            | 0             | 5             | 0             | 3                 | 0                 | 0                 | 0                 | 37       | 0      | 5           | 0          |
| J. Müller      | 26            | 4             | 4             | 1             | 2                 | 0                 | 0                 | 0                 | 28       | 4      | 4           | 1          |
| W. Nickel      | 14            | 4             | 2             | 0             | 1                 | 1                 | 1                 | 0                 | 15       | 5      | 3           | 0          |
| F. Sturm       | 23            | 3             | 2             | 0             | 1                 | 0                 | 0                 | 0                 | 24       | 3      | 2           | 0          |
| S. Susser      | 37            | 7             | 5             | 0             | 3                 | 1                 | 0                 | 0                 | 40       | 8      | 5           | 0          |
| J. Turcik      | 8             | 2             | 1             | 0             | 1                 | 0                 | 0                 | 0                 | 9        | 2      | 1           | 0          |
| K. Täuber      | 37            | 20            | 5             | 0             | 3                 | 2                 | 1                 | 0                 | 40       | 22     | 6           | 0          |